# Calileuctra dobryi
Calileuctra dobryi är en bäcksländeart som beskrevs av Shepard och Baumann 1995. Calileuctra dobryi ingår i släktet Calileuctra och familjen smalbäcksländor. Inga underarter finns listade i Catalogue of Life.